# 桂三枝のにゅーすコロンブス
『桂三枝のにゅーすコロンブス』（かつらさんしのにゅーすコロンブス）は、朝日放送（ABCテレビ）の制作により、テレビ朝日系列局ほかで1990年4月7日から1991年9月28日まで生放送されたワイドショー・ニュースバラエティ番組である。毎週土曜 8:30 - 9:30（JST）に放送。

## 出演者
- 司会
  - 桂三枝（現在の6代目桂文枝）[2]
- アシスタント
  - 光岡ディオン（1990年4月 - 9月）[2]
  - 蓮舫（1990年10月 - 1991年3月）
  - 大桃美代子（1991年4月 - 9月）
- レギュラーアナウンサー（いずれも出演の時点でABCに所属）
  - 伊藤史隆[2]（スタジオ進行）
  - 道勇嘉彦（リポーター）
- コメンテーター
  - 細川隆一郎

## 概要・エピソード
出演者のトークが中心のワイドショーだった前身番組（『おはようワイド・土曜の朝に』→『土曜だエブリバディ!』）から一転して、「土曜の朝はニュースで遊ぼう!」というキャッチフレーズの下に、複雑で難解なニュースをクイズ形式で解説。1985年4月6日から『モーニングアップル』（フジテレビ・関西テレビにおける『土曜の朝に』の裏番組）で司会を務めていた桂三枝が、同番組の終了（1986年9月27日）以来3年半振りに、在阪民放テレビ局のスタジオから土曜日の午前中に全国ネットで放送される番組へのレギュラー出演を再開していた。
『土曜だエブリバディ!』では東京（テレビ朝日六本木センター）のスタジオを生放送に使用していたが、朝日放送（テレビ）では当番組の開始を機に、土曜日午前中の全国ネット番組を『土曜の朝に』時代の制作体制（大阪の本社スタジオからの生放送）に戻している。
当番組では、「ゴルビーへの道」という企画が人気を博していた。「三枝が『ゴルビー』（旧・ソビエト連邦大統領のミハイル・ゴルバチョフ）と直々に対談する」との趣旨による企画で、対談の実現に向けたプロセスを毎回紹介していたが、実際には対談が実現しないまま放送を終えている。
放送期間は『モーニングアップル』と同じく1年半で、最終回は「スペシャル」扱いで放送された。
三枝は当番組開始前の1971年1月31日から『新婚さんいらっしゃい!』（当番組と同じ朝日放送制作の全国ネット番組）の司会を務めていて、当番組の終了・「六代　桂文枝」の襲名後も30年半にわたって続けていた。しかし、2022年3月27日放送分をもって勇退したことを機に、朝日放送（テレビ）が制作する全国ネット番組へのレギュラー出演を終えている。
三枝は開始後半年は、「TXNニュース THIS EVENING」でもニュースキャスターを務めている。本番組開始の1年前から務めていた。

## ネット局
系列は当時の系列。
| 放送対象地域   | 放送局                  | 系列                          | 備考                      |
| -------------- | ----------------------- | ----------------------------- | ------------------------- |
| 近畿広域圏     | 朝日放送(ABC)           | テレビ朝日系列                | 制作局 現：朝日放送テレビ |
| 関東広域圏     | テレビ朝日(ANB)         | テレビ朝日系列                |                           |
| 北海道         | 北海道テレビ(HTB)       | テレビ朝日系列                |                           |
| 青森県         | 青森放送(RAB)           | 日本テレビ系列 テレビ朝日系列 | [ 4 ]                     |
| 宮城県         | 東日本放送(KHB)         | テレビ朝日系列                |                           |
| 秋田県         | 秋田放送(ABS)           | 日本テレビ系列                |                           |
| 山形県         | 山形放送(YBC)           | 日本テレビ系列 テレビ朝日系列 |                           |
| 福島県         | 福島放送(KFB)           | テレビ朝日系列                |                           |
| 山梨県         | 山梨放送(YBS)           | 日本テレビ系列                |                           |
| 新潟県         | 新潟テレビ21(NT21)      | テレビ朝日系列                |                           |
| 長野県         | テレビ信州(TSB)         | 日本テレビ系列 テレビ朝日系列 | 1991年3月まで             |
| 長野県         | 長野朝日放送(ABN)       | テレビ朝日系列                | 1991年4月開局から         |
| 静岡県         | 静岡けんみんテレビ(SKT) | テレビ朝日系列                | 現：静岡朝日テレビ        |
| 福井県         | 福井放送(FBC)           | 日本テレビ系列 テレビ朝日系列 |                           |
| 中京広域圏     | 名古屋テレビ(NBN)       | テレビ朝日系列                |                           |
| 広島県         | 広島ホームテレビ(HOME)  | テレビ朝日系列                |                           |
| 山口県         | 山口放送(KRY)           | 日本テレビ系列 テレビ朝日系列 |                           |
| 香川県・岡山県 | 瀬戸内海放送(KSB)       | テレビ朝日系列                |                           |
| 高知県         | 高知放送(RKC)           | 日本テレビ系列                |                           |
| 福岡県         | 九州朝日放送(KBC)       | テレビ朝日系列                |                           |
| 長崎県         | 長崎文化放送(ncc)       | テレビ朝日系列                | [ 6 ]                     |
| 熊本県         | 熊本朝日放送(KAB)       | テレビ朝日系列                |                           |
| 鹿児島県       | 鹿児島放送(KKB)         | テレビ朝日系列                |                           |

### 備考
- 北陸朝日放送は1991年9月28日の最終回のみサービス放送[7]。石川県では、それ以前のABC制作の土曜朝のワイドショーは一切放送されなかった。